# Hiệp ước Karlowitz
Hiệp ước Karlowitz được ký kết ngày 26 tháng 1 năm 1699 tại Sremski Karlovci, ngày nay thuộc Serbia, kết thúc chiến tranh Áo Ottoman diễn ra trong khoảng thời gian 1683–97 trong đó phía Ottoman bị đánh bại tại Trận Zenta. Nó đánh dấu sự chấm dứt việc kiểm soát vùng Trung Âu của Đế quốc Ottoman và bắt đầu Sự suy tàn Đế quốc Ottoman, bằng việc mất mát vùng lãnh thổ rộng lớn đầu tiên sau nhiều thế kỷ bành trướng, và thành lập Vương triều Habsburg như là một thế lực lớn ở Trung và Đông Nam châu Âu.

## Nội dung và điều khoản
Sau hai tháng hội nghị giữa một bên là Đế quốc Ottoman và một bên là Liên minh Thần thánh năm 1684, bao gồm Đế quốc La Mã Thần thánh, Khối Thịnh vượng Ba Lan Lithuania, Cộng hòa Venice và Sa hoàng Peter Đại đế, hiệp ước được ký ngày 26 tháng 1 năm 1699.
Dựa trên nguyên tắc uti possidetis, hiệp ước đã xác định các vùng lãnh thổ đang nắm giữ hiện tại và sau đó của mỗi bên. Nhà Habsburgs nhận được các vùng Eğri Eyalet, Varat Eyalet, phần lớn Budin Eyalet, phần phía bắc Temeşvar Eyalet và những phần thuộc Bosnia Eyalet từ Đế quốc Ottoman. Nó tương ứng với các vùng lãnh thổ của Hungary, Bosnia và Herzegovina, Croatia và Slavonia. Thân vương quốc Transylvania vẫn trên danh nghĩa độc lập nhưng đã thuộc quyền cai trị trực tiếp của các Toàn quyền Áo. Ba Lan có lại được Podolia, bao gồm cả pháo đài bị hư hại ở Kamaniçe. Venice giành được Dalmatia cùng với Morea (bán đảo Peloponnese ở Nam Hi Lạp), mặc dù sau đó Morea trở về tay người Thổ trong vòng 20 năm bằng Hiệp ước Passarowitz. Không có sự đồng thuận nào về Nhà thờ Mộ Thánh, mặc dù nó được đưa ra thảo luận ở Karlowitz.
Đế quốc Ottoman được giữ lại Belgrade, Banat of Temesvár (ngày nay Timișoara), Wallachia và Moldavia. Các cuộc đàm phán với Sa hoàng trong năm sau đó dựa trên hiệp ước ký tại Karlowitz đã dẫn tới Hiệp ước Constantinople năm 1700, trong đó Sultan nhượng vùng Azov cho Peter Đại Đế. (Sa hoàng phải trả lại những lãnh thổ mười một năm sau thất bại của chiến dịch sông Pruth và Hiệp ước the Pruth năm 1711).
Các ủy ban được thành lập để xác định lại các đường biên giới mới giữa người Áo và người Thổ, với một số phần còn bị tranh chấp cho đến năm 1703. Phần lớn thông qua nỗ lực của Đại sứ Habsburg Luigi Ferdinando Marsigli, biên giới Croatia và Bihać được xác lập giữa năm 1700 và tại Temesvár vào đầu năm 1701, dẫn đến việc phân định biên giới bằng các mốc thực đia đầu tiên.
Việc có được 60.000 dặm vuông Anh (160.000 km2) lãnh thổ người Hungary tại Karlowitz và Banat of Temesvár 18 năm sau đó, tại Passarowitz, giúp cho Đế quốc Áo của Nhà Habsburgs mở rộng đến cực thịnh, xác lập Áo trở thành một thế lực chính trong vùng.

## Bản đồ và hình ảnh
- Tình hình chính trị trong 1568-1571, trước khi hiệp ước bắt đầu. Tất cả các vùng lãnh thổ hiển thị là Ottoman eyalets hoặc vassals.
- Tình hình chính trị vào năm 1699, sau hiệp ước:
      Habsburg Empire
      Đế quốc Ottoman
- Trung Âu năm 1683, trước hiệp ước:
      Habsburg Empire
      Đế quốc Ottoman
- Khối Thịnh vượng Ba Lan–Litva năm 1686, trước khi hiệp ước được ký kết.
- Khối Thịnh vượng Ba Lan–Litva năm 1699, sau khi hiệp ước được ký kết. Đế quốc Ottoman mất phần lãnh thổ ở dưới bản đồ.
- Kapela mira (Peace Chapel), nơi Hiệp ước Karlowitz được thương thảo.